# Manuel Huerta
Manuel Huerta Castillo (Santander, Cantabria, 12 de marzo de 1947) es un político y médico español. Fue alcalde de Santander entre los años 1987 y 1995.

## Biografía
Traumatólogo de profesión, se afilió a Alianza Popular, partido político con el que Huerta ganó las elecciones municipales de 1987, alcanzando la alcaldía de Santander que mantendría también durante el siguiente mandato. En 1995 cedió el testigo a Gonzalo Piñeiro.
Huerta también fue presidente del Racing de Santander durante dos periodos: entre los años 1996 y 1997, y nuevamente de 2004 a 2006.
| Predecesor: Juan Hormaechea | Alcalde de Santander 1987-1995 | Sucesor: Gonzalo Piñeiro |